# Calabazas Segunda Sección
Calabazas Segunda Sección es una localidad de México ubicada en el municipio de Agua Blanca de Iturbide, en el estado de Hidalgo.

## Geografía
Se encuentra en la Sierra de Tenango, le corresponden las coordenadas geográficas 20° 21’ 11.434” de latitud norte y 98° 22’ 46.82” de longitud oeste, con una altitud de 2180 m s. n. m. En cuanto a fisiografía se encuentra en la provincia del Eje Neovolcánico, en la subprovincia de  Llanuras y Sierras de Querétaro e Hidalgo; su terreno es principalmente de meseta. En lo que respecta a la hidrografía se encuentra posicionado en la región del Pánuco, dentro de la cuenca del río Moctezuma, en la subcuenca de río Metztitlán. Cuenta con un clima templado subhúmedo con lluvias en verano, de mayor humedad.

## Demografía
En 2020 registró una población de 664 personas, lo que corresponde al 6.44 % de la población municipal. De los cuales 332 son hombres y 332 son mujeres. Tiene 178 viviendas particulares habitadas.
| Gráfica de evolución demográfica de Calabazas Segunda Sección entre 1970 y 2020              |
|                                                                                              |
| Población de los censos y conteos del Instituto Nacional de Estadística y Geografía (INEGI). |

## Economía
La localidad tiene un grado de marginación alto y un grado de rezago social bajo.